# Hermandad de la Lanzada (Granada)
La Venerable y Fervorosa Hermandad del Santísimo Sacramento y Cofradía de Nazarenos de Nuestro Señor Jesucristo en su Sagrada Lanzada y María Santísima de la Caridad, conocida como la Hermandad Sacramental de la Sagrada Lanzada, es una cofradía de Granada, que reside en la iglesia de los Dolores (Barrio del Zaidín), fundada el 21 de octubre de 1984. Procesiona el Martes Santo.

## Historia
La hermandad se fundó el 20 de noviembre de 1983, aprobándose los estatutos por el entonces arzobispo de Granada, José Méndez Asensio el 25 de mayo de 1985 y se erigió desde sus inicios en la parroquia de Nuestra Señora de los Dolores del Zaidín.
Su primera estación de penitencia la realizó el lunes santo de 1985 partiendo desde la Catedral de Granada, y así fue hasta el año 1993, para pasar a la Iglesia del Sagrario de donde inició su salida entre 1994 y 1997. Fue ya en 1998, cuando pudo salir desde su Parroquia de Nuestra Señora de los Dolores, gracias a la instalación de una carpa en la placeta de la misma, hasta el año 2018, mientras se estudiaban diversos proyectos de capilla de salida, para la cual se adquirió un solar en la calle Venezuela.
Al pasar la Semana Santa del 2018, la hermandad acomete uno de los proyectos más importantes de su historia, ya que pondría fin a 40 años de dificultades para poder realizar estación de penitencia: la ejecución de la venida a llamar "Puerta hacia la Gloria", aunando todos los esfuerzos tras la autorización eclesiástica, con un proyecto del arquitecto Luis Ignacio Fernández-Aragón Sánchez, concluido a finales de ese mismo año. En el mes de noviembre, los titulares realizaron su regreso desde la iglesia del Corpus Christi, del Zaidín, siendo acompañados por gran parte de las hermandades granadinas, para finalmente el día 1 de diciembre de 2018 fuese bendecida por el arzobispo de Granada, Javier Martínez Fernández.

## Imágenes titulares

#### Santísimo Sacramento
Tras la aprobación por parte de los hermanos, la corporación solicitó ser de carácter sacramental, motivo por el cual rinde culto al Santísimo Sacramento y es incorporado al título.

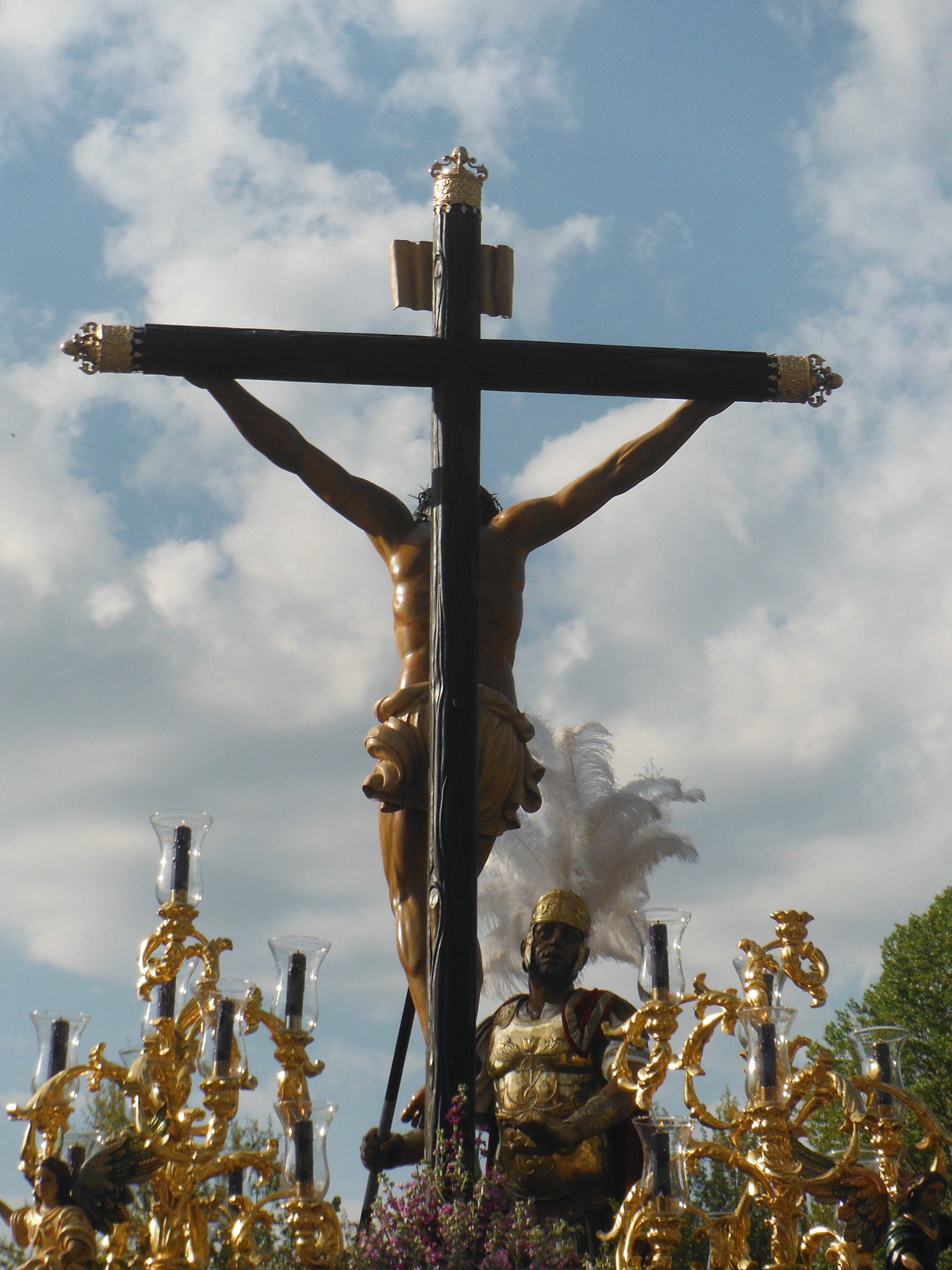

#### Nuestro Señor Jesucristo en su Sagrada Lanzada

##### Descripción
Se trata de una obra que representa a Cristo Crucificado, de tres clavos y grandes dimensiones, realizado por el escultor granadino Antonio Barbero Gor en el año 1984. La cruz de esta imagen es de estilo arbórea con remates dorados de orfebrería (talleres de orfebrería de Rafael Moreno) en estilo barroco.
Fue bendecida el 16 de febrero de 1985 en la iglesia de los Dolores del barrio del Zaidín, presentándose en su paso junto al soldado Longinos, instantes después de retirar la Lanzad del costado, siendo también obra del mismo autor. Se trata, junto a la imagen del Cristo de la Redención, de una de las primeras imágenes que se autorizaron a procesionar por la nueva Comisión de Arte y Ornato de la Real Federación de Hermandades y Cofradías de Semana Santa de Granada.
La ubicación de la imagen durante todo el año es el altar mayor de la propia sede canónica, siendo así desde la propia bendición de la talla.

##### Pasaje bíblico
El misterio representa la Lanzada de Cristo. La cual sucede después de la muerte de Jesús, en ella, el soldado Longinos introduce su lanza, y al retirarla, del costado sale "sangre y agua". San Juan Evangelista narra en su evangelio (19:33-34) el momento en que se quiere corroborar la muerte de Cristo, siendo este el único que recoge el momento, que no aparece en los evangelios sinópticos:
Pero al llegar a Jesús, como le vieron ya muerto, no le quebraron las piernas, sino que uno de los soldados le atravesó el costado con una lanza y al instante salió sangre y agua.
San Juan, 19:33-34.

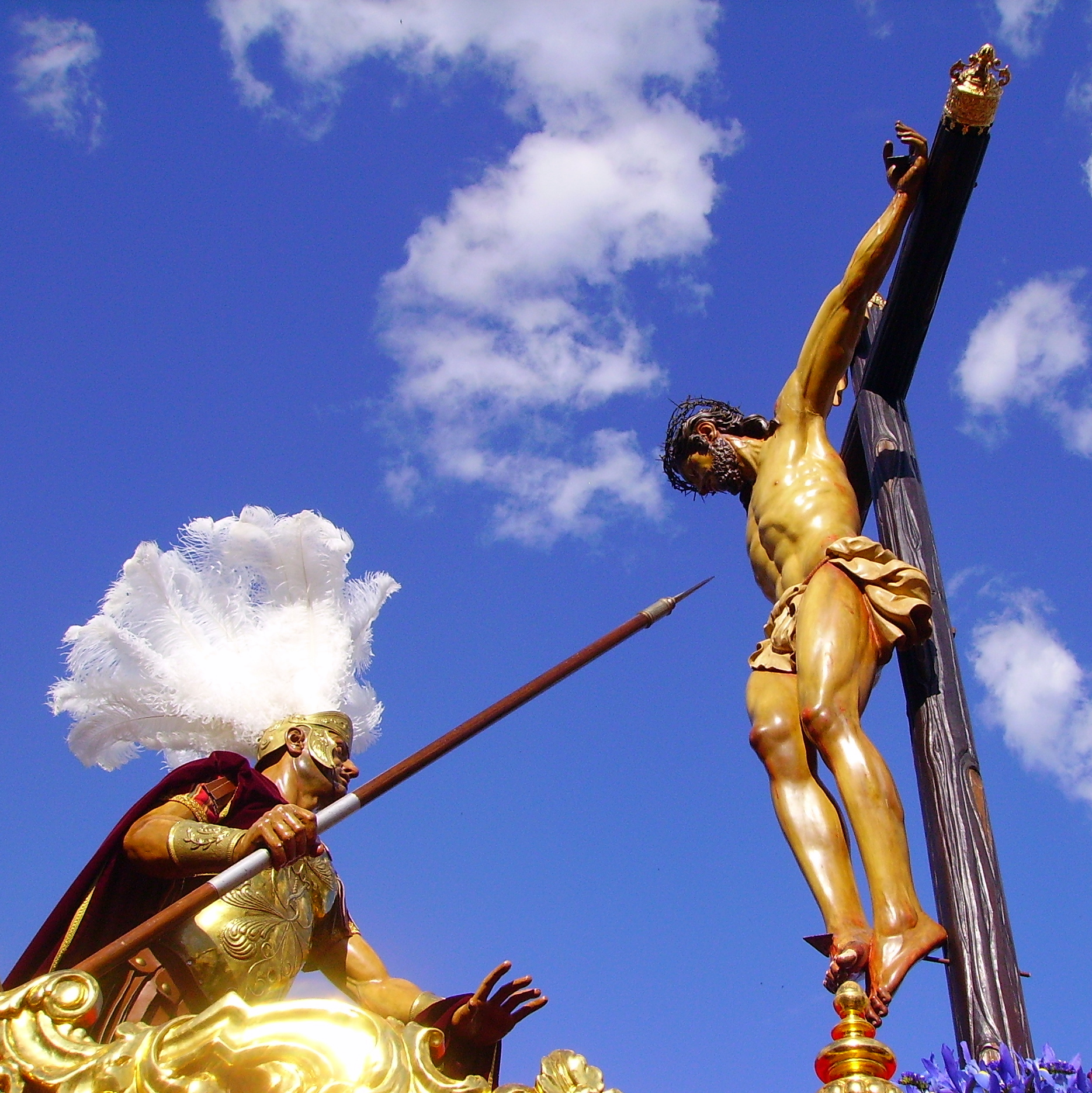
Cristo de la Lanzada

Del mismo modo, en la Biblia, se puede leer: ”(Vi agua fluyendo del lado derecho del templo, aleluya, y todos aquellos a quienes llegaba el agua eran salvados y dirán, aleluya, aleluya. Es una paráfrasis de Ezequies XLVII. El templo del himno es el propio Cristo. Él mismo habla de su cuerpo en esos términos" (Jn, XIX, 43).

##### Restauraciones
A principios de 2013, la imagen se sometió a un proceso de restauración a cargo de Inés Osuna y María José Ortega, la cual se llevó a cabo en el interior del propio templo, consistiendo en actuar, principalmente, sobre la policromía de la talla, así como la limpieza y eliminación de grietas.

##### Cultos
La hermandad celebra cultos a sus sagrados titulares el tercer sábado de cada mes, sin embargo, la imagen recibe un culto específico en Cuaresma, con un Quinario en su honor, y cerrando con la Función Principal de Instituto a la Sagrada Imagen.

#### Descripción
Imagen dolorosa de candelero, realizada por el escultor granadino Miguel Zúñiga Navarro. Fue bendecida en febrero de 1986.

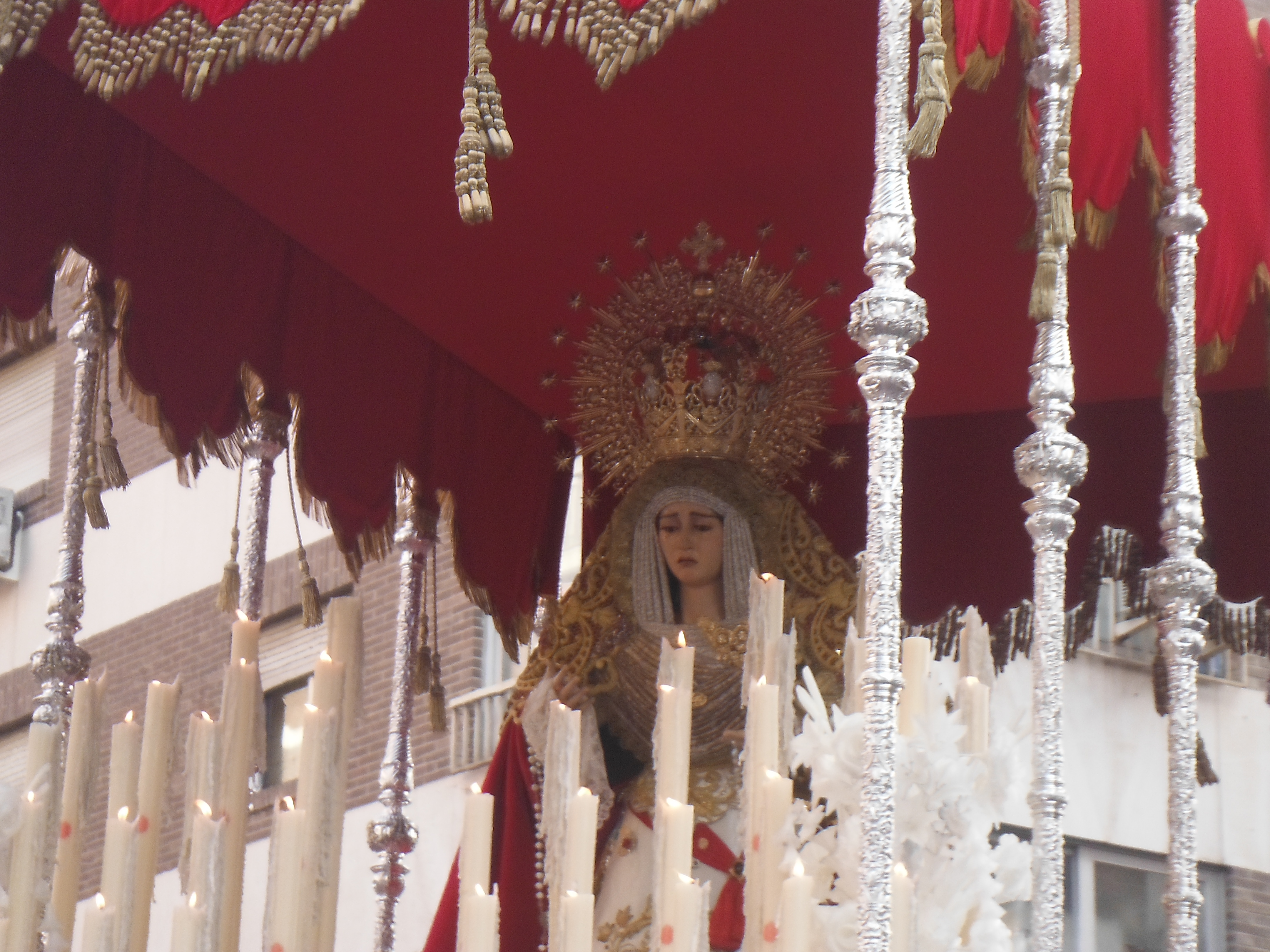
Virgen de la Caridad

En los años ochenta del siglo XIX, esta talla recibe una nueva advocación, y será la de Nuestra Señora de Amor Hermoso, por lo cual se le realiza función el primer domingo de junio por la mañana y su salida procesional en esa misma jornada pero por la tarde. En la siguiente década de los noventa de la misma centuria, se le dedican en esa misma época del año los cultos a la Preciosísima Sangre junto a un crucificado que recibe igualmente la advocación del Amor Hermoso.
Por ende, se pierde en el tiempo esta advocación hasta que se vuelve a rescatar en el 1983 (recogido en los estatutos del 20 de noviembre) por la recién fundada hermandad de la Lanzada de Granada, la cual rescata esta advocación mariana tan importante en localidades como la cercana Loja.
Hay opiniones que expresan que la hermandad pudo encargar al escultor granadino Antonio Barbero Gor la realización de una imagen dolorosa para el misterio del calvario que se representa, a los pies del crucificado, pero nunca llegó a materializarse, debido principalmente a la escasez de medios económicos del momento.

## Pasos procesionales
-Paso de Misterio:

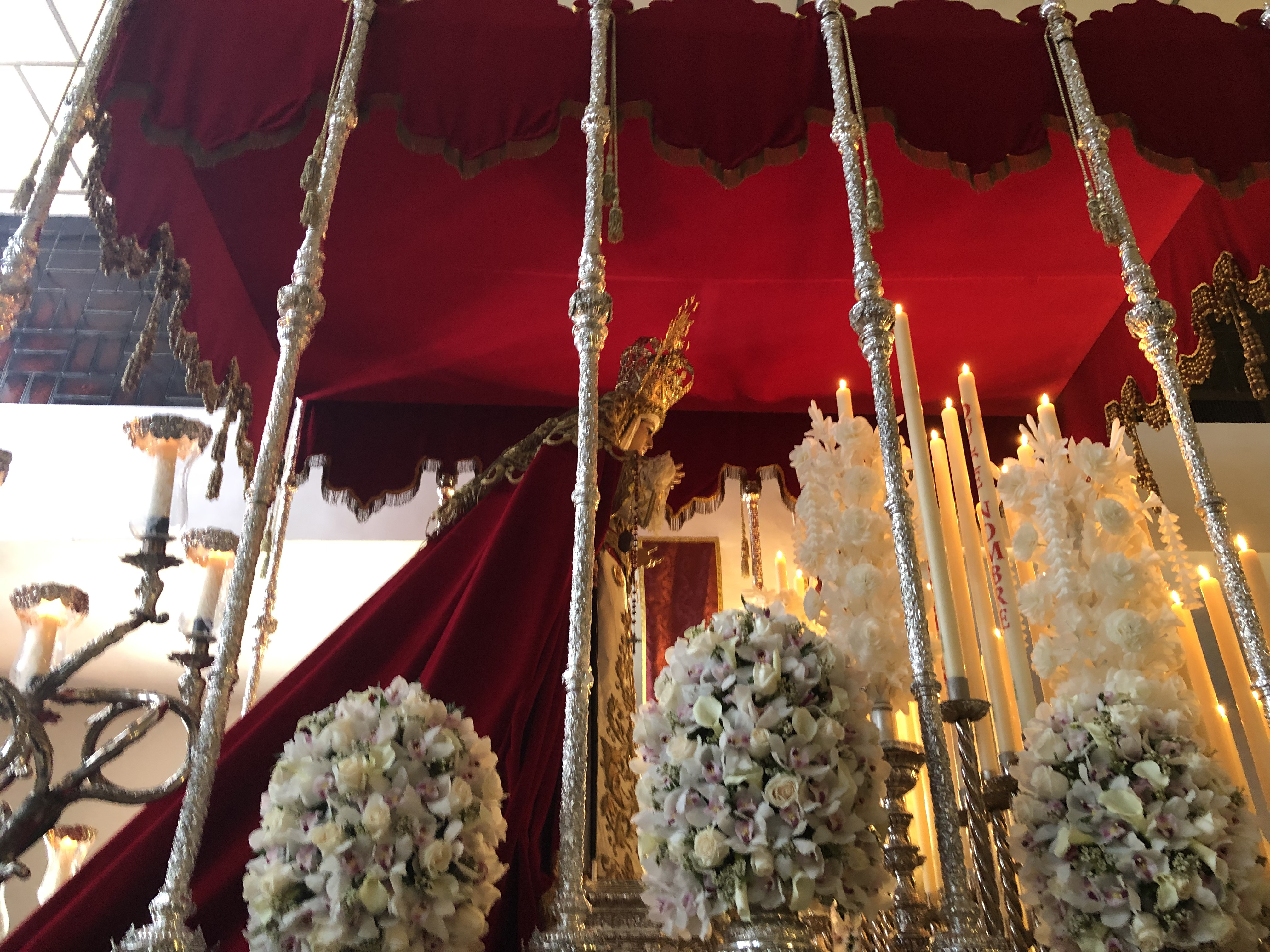
Palio de la Caridad de Granada

El paso de misterio es diseño del artista cordobés Antonio Serrano Ávila, quien realizó la canastilla, y el dorado en su primera fase  por Cristóbal Cubero. El respiradero y dorado se llevaron a cabo por el granadino Cecilio Reyes. El martillo, que representa Longinos a caballo, fue una obra del orfebre Ramón León, donado por  el cuerpo de costaleros. Rematan las esquinas cuatro ángeles evangelistas.

-Paso de Palio:
Del trabajo desempeñado por la hermandad durante sus años de existencia, dan cuenta las numerosas reliquias de santos que están relacionados con la caridad, que han sido donadas por distintas instituciones a esta dolorosa granadina.
Antiguamente disponía de un palio de color negro, pero en el año 2012 se estimó cambiar a rojo, color de la caridad, bajo el diseño del granadino Álvaro Abril Vela. El nuevo diseño, aprobado por el cabildo de hermanos el 7 de julio del año 2011, dota al conjunto de un programa hagiográfico con base en la Caridad, conformado en un estilo neobarroco, que intercala el terciopelo con malla calada.

## Reliquias
La hermandad cuenta con varias reliquias de santos de la caridad, que se disponen en el paso de palio, tales como:
- Fray Leopoldo de Alpandeire.
- San Juan de Dios.
- Santa Ángela de la cruz.
- Santa Clara.
- San Esteban.

## Acompañamiento musical
El paso de misterio es acompañado por la Banda de cornetas y tambores de Nuestro Padre Jesús Despojado de sus Vestiduras de Granada y el palio por la Banda de música San Sebastián de Padul.

### Composiciones musicales
La hermandad cuenta con varias composiciones musicales:

#### Cristo de la Lanzada
- A mi cristo de la lanzada (Jesus Miguel López)  A.M.
- Añoranza  (Herrera) A.M.
- Cristo de la Lanzada.  (Aniceto Giner Arranz) B.M.
- El sentir de mi Alma  (Alberto Benavente Ruiz, 2015) A.M.
- Mi Cristo de la Lanzada A.M.
- Y Longinos lloró  (Víctor Ojea Aguilera, 2013) A.M.
- Consumatum Est

- La Sangre de Dios.
- Dios es Caridad (José Manuel Sánchez Crespillo, 2024) CCTT.

#### María Santísima de la Caridad

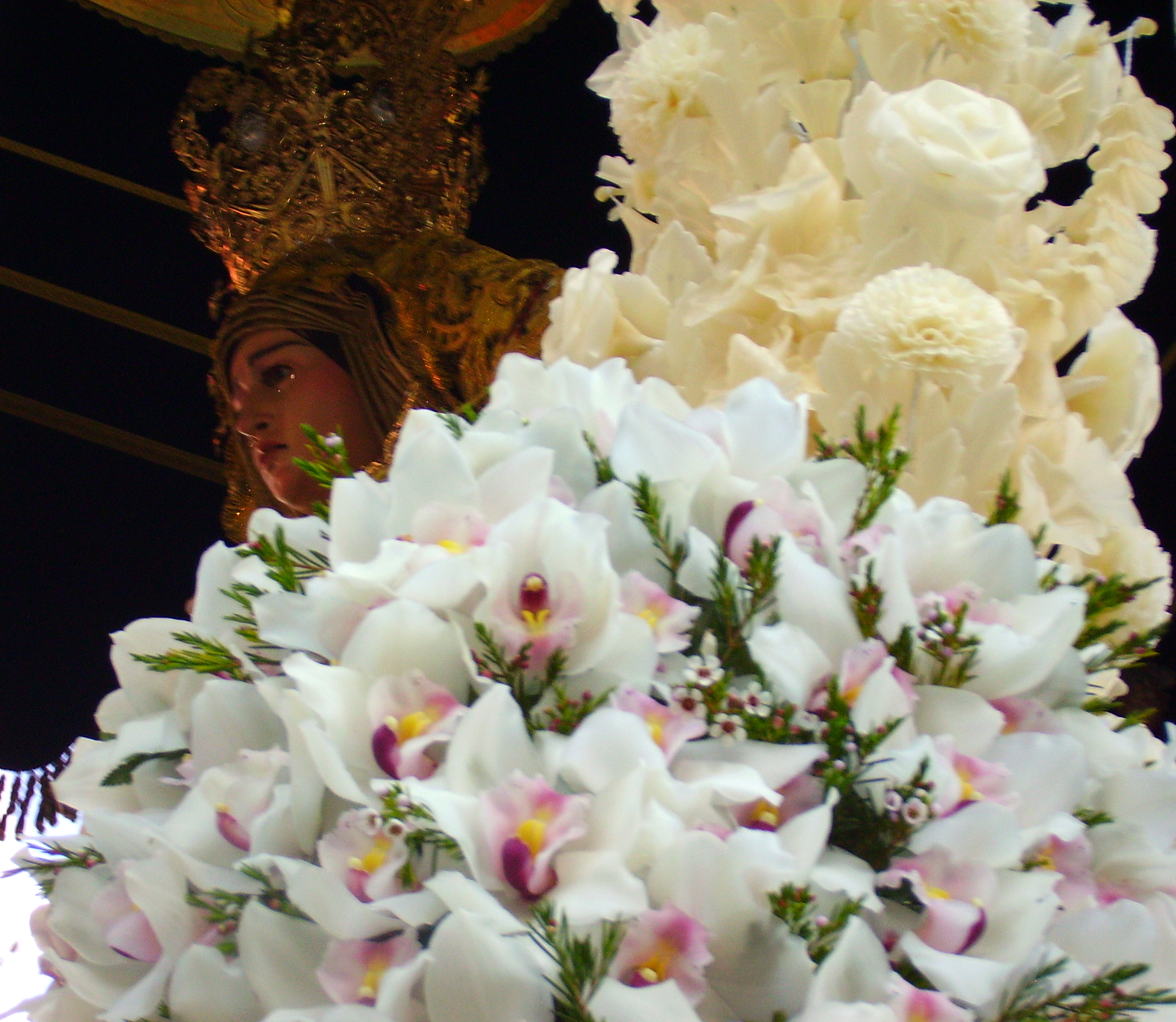
Virgen de la Caridad

- Bajo tu palio Caridad   (Esther López) A.M.
- Caridad. (Rogelio Gil García, 1980) B.M.
- Entres suspiros de Caridad  CC. Y TT.
- Lloras por nosotros Caridad  (Francisco Víctor González García, 1995) A.M.
- Mi Caridad  (Francisco David Álvarez Barroso, 2003) A.M.
- Caridad Zaidinera (Juan Antonio Barros Jódar, 2006) B.M.
- Virgen de la Caridad (Aniceto Giner Arranz) B.M.
- Costaleras de la Caridad (Aniceto Giner Arranz) B.M.
- Caridad, Reina del Zaidín
- Costaleras de la Caridad (Jaime Moreno Martínez, 2019) B.M.
- Por la Caridad (Víctor M. Ferrer Castillo, 2019) B.M.
- Caridad (Jesús J. Espinosa de los Monteros, 2024) B.M.

## Obra social
La hermandad tiene entre sus principios la ayuda a los más necesitados, siendo por ello que dispone de un economato solidario y presta asistencia a diferentes colectivos religiosos.
Del mismo modo, organiza la "Cabalgata del Zaidín", para llevar a los niños del barrio la ilusión de los Magos de Oriente cada 5 de enero por la mañana.

## Enseres destacados
Entre su patrimonio, destacan:
- Cruz de guía, obra de taracea que abre el cortejo nazareno, obra de Mariscal y remates de orfebrería Angulo de Lucena (1985).
- Faroles de guía, los cuales reproducen la basílica de la Virgen de las Angustias, patrona de Granada, de orfebrería de Ramón León (2003).
- Simpecado, obra bordada con hilo de oro a la técnica de realce sobre soporte azul, realizado por las camareras (2003).
- Senatus bordado por Genoveva Rodríguez, con vara de orfebrería de Ramón León (2005).
- Guion corporativo bordado y diseño de Álvaro Abril Vela, con vara y apliques de orfebrería de Ramón León (2022).

## Hermandades e instituciones vinculadas
La hermandad tiene nombramientos y vinculaciones tales como:

### Hermanos mayores honorarios
- Guardia Civil de tráfico de Granada.
- Asociación de Mujeres empresarias de Granada.
- Caja Rural de Granada.
- Cope Granada.
- Asociación de Voluntarios de Protección Civil de Granada.

### Hermandades madrinas de bendición
- Hermandad de Santa María de la Alhambra (Granada).
- Hermandad del Silencio (Granada).

### Padrinos de Bendición
- Hermandad del Santísimo Cristo del Trabajo (Granada).
- Hermandad del Resucitado y la Alegría (Granada).

### Hermandades vinculadas
- Hermandad de la Lanzada de Jerez de la Frontera.
- Hermandad de Jesús de la Pasión y María Santísima de la Estrella (Granada).

## Reconocimientos
La hermandad ha recibido una serie de reconocimientos tales como:
- Domingo Sánchez Mesa, al mejor discurrir por el centro (2017).
- Premio Antonio Sánchez Osuna, a las costaleras de la Caridad (2018).
- Nazareno del año, otorgado por Radio Granada-Cadena Ser y el Corte Inglés, por la apertura de la Puerta Hacia la Gloria (2019).
- Premio Eduardo Espinosa Cuadros (2019).
- Donación del bastón de edil del Ayuntamiento de Granada a María Santísima de la Caridad, por el concejal D. Rafael Caracuel (2019).

## Cartelería
La hermandad edita anualmente su cartel de Martes Santo, a lo que hay que añadir que en 2019 fue protagonista del Cartel Oficial de la Semana Santa de Granada, a su paso por la calle Poeta Manuel de Góngora, con Sierra Nevada de fondo.

## Curiosidades
Como curiosidad, en la Semana Santa de 2018, el calvario que sujeta la cruz en el paso procesional se dañó, obligando a suspenderse el regreso de la hermandad en la Santa iglesia Catedral Metropolitana de Granada, ante la imposibilidad de solventar tal problema. Ese hubiese sido el último año que regresaría a la carpa instalada en la placeta de su parroquia, pues el siguiente año estrenó la ansiada "Puerta hacia la Gloria".

## Salidas extraordinarias
La imagen ha estado por las calles de Granada en las siguientes salidas de carácter extraordinario:
·        Passio Granatensis (2009), con motivo de la Conmemoración del Centenario de la procesión del Santo Entierro Antológico, iniciado en 1909, junto a la mayor parte de imágenes de Cristo de la Semana Santa de Granada.
·        XXV Aniversario de la fundación de la hermandad (3 de octubre de 2009), en la cual, se trasladó hasta la parroquia de María Auxiliadora (Salesianos), para celebrar la Eucaristía.

## Paso por Carrera Oficial
| Predecesor: Santo Vía Crucis | Orden de entrada en Carrera Oficial (Martes Santo) 2º lugar | Sucesor: La Esperanza |

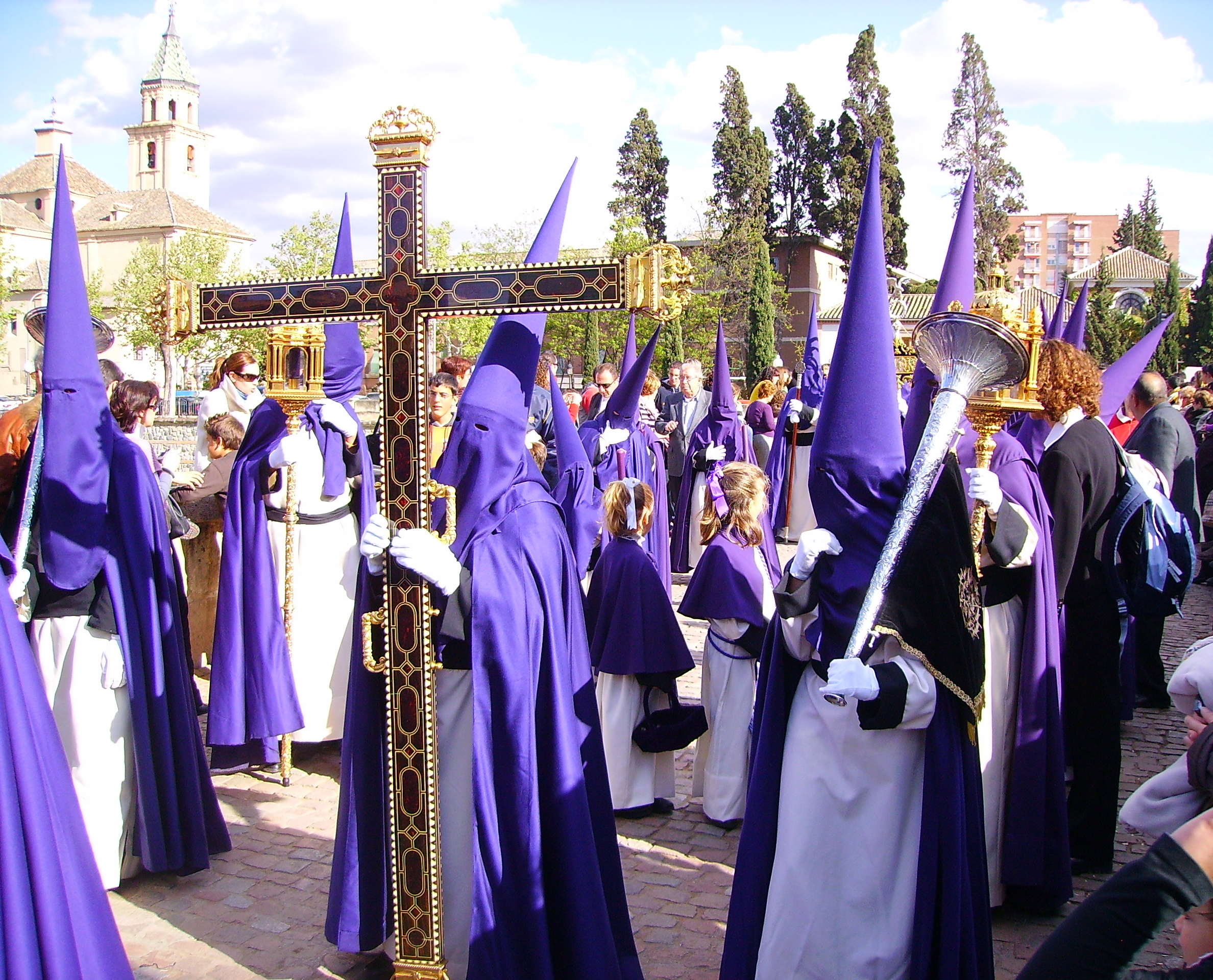
Cruz de guía
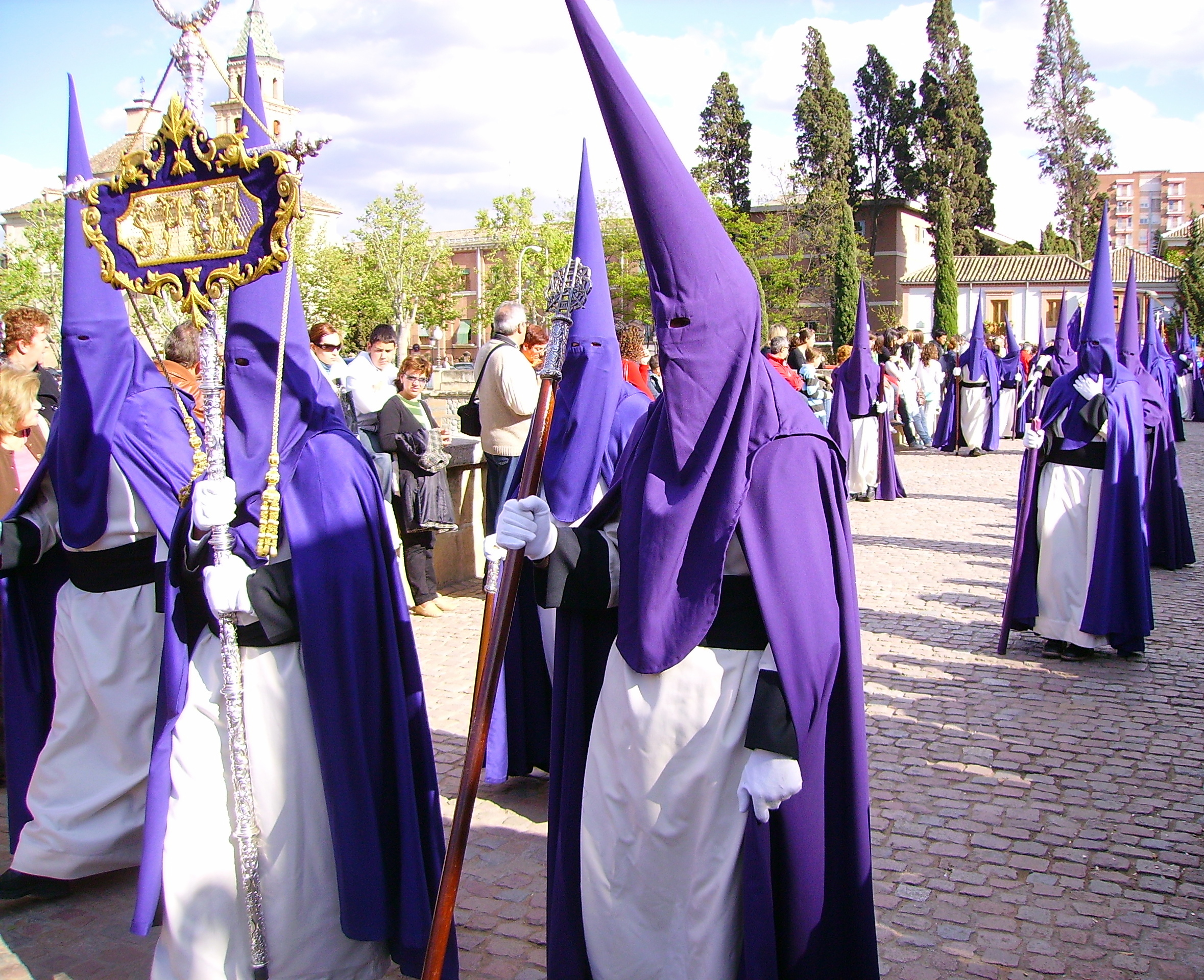
Senatus
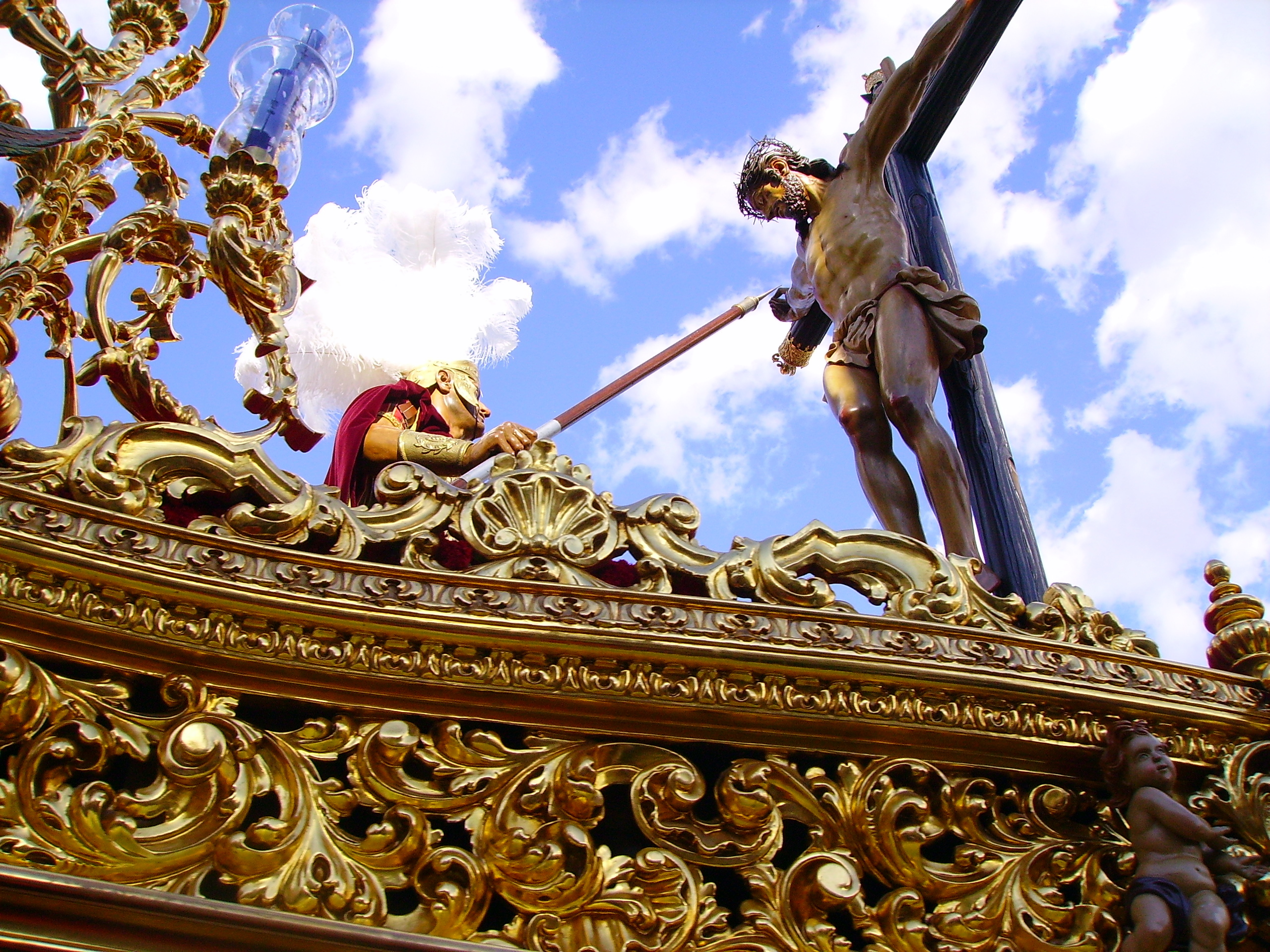
Paso de misterio
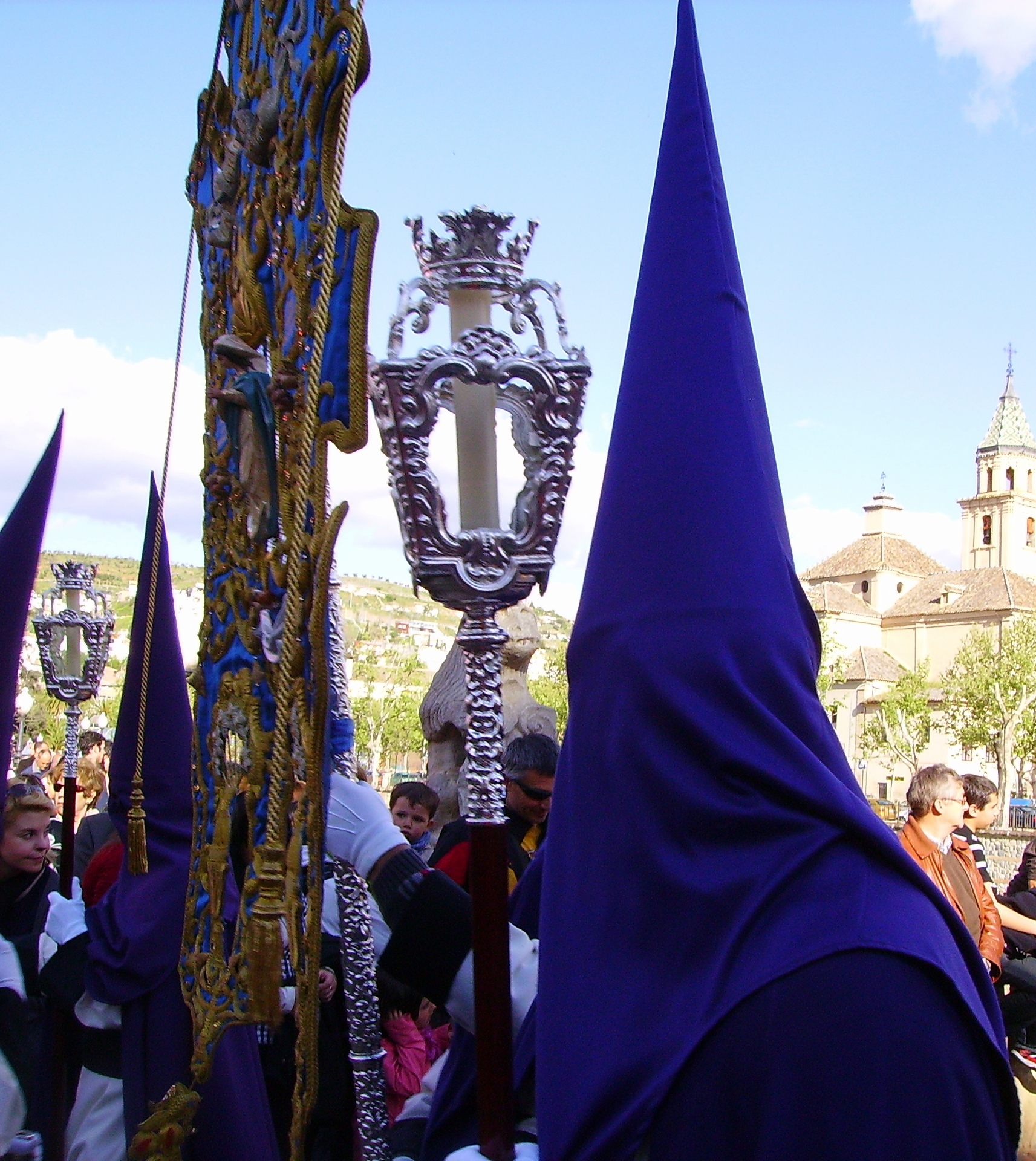
Simpecado
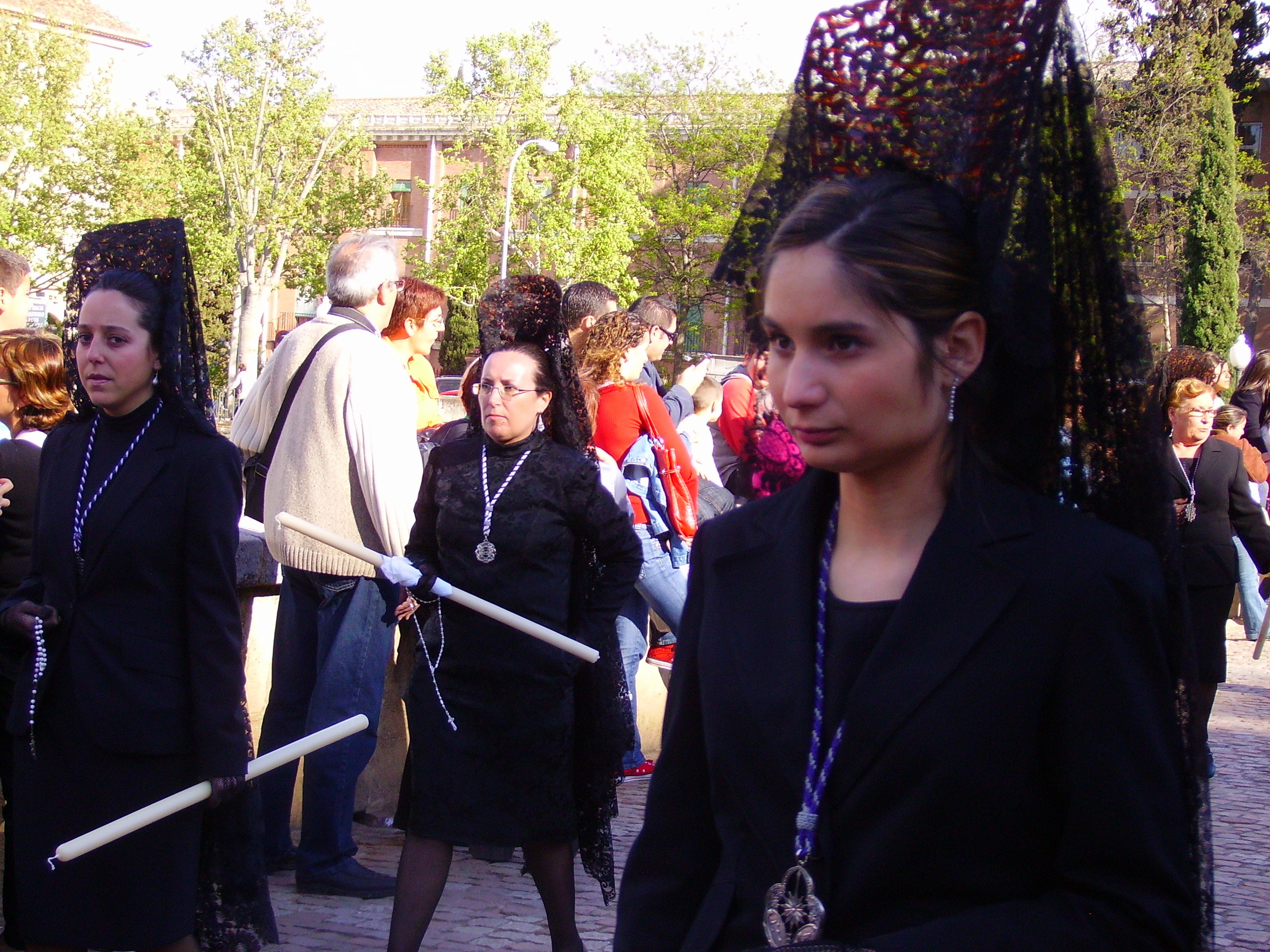
Camareras
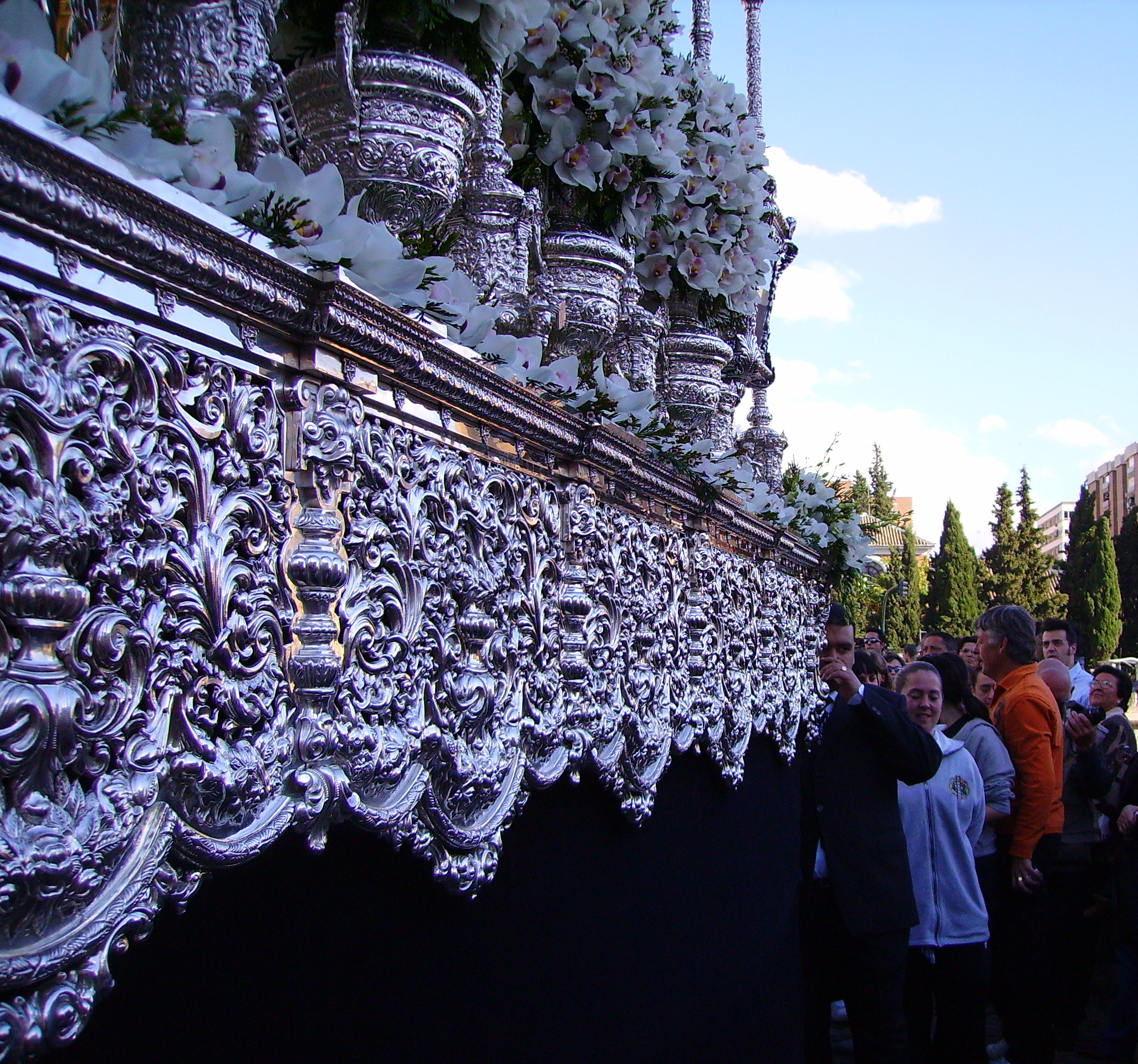
Respiraderos del palio de la Caridad

- Datos: Q70478110

1. ↑  Reina, Casiodoro de, approximately 1520-1594. Valera, Cipriano de, 1532?-1625. Santa Biblia : antiguo y nuevo testamento.. ISBN 9781433607950. OCLC 907185606. Consultado el 18 de noviembre de 2019.
2. ↑  «Hermandades de Penitencia actuales. Hermandad de la Lanzada.».
3. ↑  «Hermandad de La Lanzada: Patrimonio». Hermandad de La Lanzada. Consultado el 23 de septiembre de 2019.